# 朝岡勲
朝岡 勲（あさおか いさお、1941年6月20日 - 2006年6月10日）は、兵庫県洲本市出身（本籍地は、同県尼崎市）で高砂部屋に所属した大相撲力士。本名同じ。最高位は西前頭10枚目（1966年5月場所）。現役時代の体格は174cm、129kg。得意手は押し。

## 来歴・人物
洲本市立青雲中学校在学時より相撲を始め、卒業後、川崎重工業の相撲部を経て1962年に高砂部屋へ入門。同年5月場所、20歳で初土俵を踏んだ。
当時、まだ実業団相撲のレベルが懐疑視されていた中、実業団で5年間鍛えた実力を発揮。足腰の良さを生かした押し相撲を活かし、1964年11月、初土俵から僅か2年半で十両に昇進した。
その後、1966年3月場所にて新入幕（実業団出身力士としては、大龍志郎以来2人目となる、幕内昇進）。入幕時の年齢は、24歳であった。この場所では、鶴ヶ嶺や麒麟児を倒すなど、計9勝を挙げている（結局、同場所が幕内で自身唯一の勝ち越し場所となる）。
しかし、自己最高位の前頭10枚目に昇進した翌5月場所では、2勝13敗と大敗し、十両に陥落した。
初土俵から入幕まで3年10ヵ月というスピード出世ぶりであったが、持ち前の押し相撲が幕内では中々通用せず、幕内在位は通算3場所に終わった。
最後は幕下11枚目まで番付を落とし、1969年7月場所限り、28歳の若さで廃業。
その後は、東京都江戸川区南小岩にて、相撲料理の店「あさをか」を経営していた。
2006年6月10日、肺癌のため東京都新宿区内の病院で死去。誕生日10日前の死であった。享年64。

## 主な戦績
- 通算成績：263勝245敗9休 勝率.518
- 幕内成績：17勝28敗 勝率.378
- 現役在位：43場所
- 幕内在位：3場所
- 各段優勝
  - 序二段優勝：1回（1962年11月場所）
  - 序ノ口優勝：1回（1962年7月場所）

### 場所別成績
| | 一月場所 初場所（東京） | 三月場所 春場所（大阪） | 五月場所 夏場所（東京） | 七月場所 名古屋場所（愛知） | 九月場所 秋場所（東京） | 十一月場所 九州場所（福岡） |
| --- | ----------------------- | ----------------------- | ----------------------- | --------------------------- | ----------------------- | --------------------------- |
| 1962年 （昭和37年） | x                       | x                       | （前相撲）              | 東序ノ口12枚目 優勝 7–0     | 西序二段29枚目 4–3      | 西序二段2枚目 優勝 7–0      |
| 1963年 （昭和38年） | 東三段目8枚目 6–1       | 東幕下68枚目 4–3        | 東幕下61枚目 3–4        | 西幕下63枚目 5–2            | 西幕下38枚目 4–3        | 東幕下31枚目 6–1            |
| 1964年 （昭和39年） | 東幕下14枚目 3–4        | 東幕下16枚目 5–2        | 西幕下6枚目 3–4         | 東幕下9枚目 5–2             | 西幕下3枚目 5–2         | 西十両18枚目 9–6            |
| 1965年 （昭和40年） | 東十両15枚目 8–7        | 西十両10枚目 6–9        | 東十両14枚目 9–6        | 東十両6枚目 10–5            | 東十両2枚目 9–6         | 東十両筆頭 7–8              |
| 1966年 （昭和41年） | 東十両2枚目 9–6         | 東前頭14枚目 9–6        | 西前頭10枚目 2–13       | 西十両2枚目 2–13            | 西十両14枚目 11–4       | 東十両3枚目 6–9             |
| 1967年 （昭和42年） | 東十両6枚目 10–5        | 西十両2枚目 9–6         | 東十両2枚目 4–11        | 西十両8枚目 8–7             | 東十両5枚目 8–7         | 東十両3枚目 9–6             |
| 1968年 （昭和43年） | 東十両筆頭 8–7          | 東前頭12枚目 6–9        | 西十両2枚目 6–9         | 西十両4枚目 3–10–2          | 東十両13枚目 8–7        | 西十両10枚目 10–5           |
| 1969年 （昭和44年） | 西十両3枚目 4–11        | 東十両11枚目 3–12       | 西幕下8枚目 3–4         | 西幕下11枚目 引退 0–0–7     | x                       | x                           |
| 各欄の数字は、「勝ち-負け-休場」を示す。 優勝 引退 休場 十両 幕下 三賞：敢=敢闘賞、殊=殊勲賞、技=技能賞 その他：★=金星 番付階級：幕内 - 十両 - 幕下 - 三段目 - 序二段 - 序ノ口 幕内序列：横綱 - 大関 - 関脇 - 小結 - 前頭（「#数字」は各位内の序列） |                         |                         |                         |                             |                         |                             |

### 幕内対戦成績
| 青ノ里 | 0 | 1 | 荒波   | 1 | 0 | 追風山 | 0 | 1 | 小城ノ花 | 1 | 0 |  |  |  |
| 開隆山 | 1 | 1 | 金乃花 | 1 | 0 | 北ノ國 | 0 | 1 | 麒麟児   | 1 | 0 |  |  |  |
| 高鐵山 | 0 | 1 | 大豪   | 0 | 1 | 大心   | 0 | 1 | 大雄     | 0 | 2 |  |  |  |
| 鶴ヶ嶺 | 1 | 0 | 時葉山 | 1 | 0 | 戸田   | 1 | 0 | 栃東     | 0 | 1 |  |  |  |
| 栃王山 | 0 | 1 | 花光   | 0 | 3 | 廣川   | 2 | 1 | 藤ノ川   | 1 | 0 |  |  |  |
| 明武谷 | 0 | 1 | 義ノ花 | 1 | 2 | 龍虎   | 0 | 1 | 若秩父   | 1 | 1 |  |  |  |
| 若天龍 | 0 | 2 | 若浪   | 1 | 2 | 若乃洲 | 1 | 0 | 若二瀬   | 0 | 1 |  |  |  |

## 改名歴
- 朝岡 勲（あさおか いさお）1962年5月場所 - 1969年7月場所